# Vena subclàvia
La vena subclàvia és una vena gran aparellada, a banda i banda de la part superior del tronc, que s'encarrega de drenar la sang de les extremitats superiors, permetent que aquesta sang torni al cor. La vena subclàvia esquerra té un paper clau en l'absorció de lípids, ja que permet que els productes transportats per la limfa entrin al torrent sanguini, procedents del conducte toràcic. El diàmetre de les venes subclàvies és d'aproximadament 1-2 cm, depenent de l'individu.

## Estructura
Cada vena subclàvia és una continuació de la vena axil·lar i va des del límit exterior de la primera costella fins al límit medial del múscul escalè anterior. A partir d'aquí s'uneix amb la vena jugular interna per formar la vena braquiocefàlica (també coneguda com a "vena innominada"). L'angle d'unió s'anomena angle venós.
La vena subclàvia segueix l'artèria subclàvia i està separada de l'artèria subclàvia per la inserció de l'escalè anterior. Per tant, la vena subclàvia es troba anterior a l'escalè anterior mentre que l'artèria subclàvia es troba posterior a l'escalè anterior (i anterior a l'escalè mitjà).